# Axel Rappe
Axel Emil Rappe (2 de octubre de 1838 – 18 de diciembre de 1918) fue un oficial del Ejército Sueco y ministro de Guerra desde 1892 hasta 1899.

## Primeros años
Rappe nació el 2 de octubre de 1838 en la mansión Christinelund en Arby, Condado de Kalmar, hijo del gobernador del condado Barón A.L. Rappe y su esposa Lisette Björnstjerna. Pasó el studentexamen en 1857 y luego el kansliexamen en 1860, ambos en la ciudad de Uppsala.

## Carrera
Rappe fue comisionado como oficial en 1859 y fue nombrado underlöjtnant y asignado al Regimiento de Uppland (I 8) el mismo año. Se convirtió en oficial de estado mayor en 1865. Rappe sirvió en el Ejército Francés durante la Guerra Franco-Prusiana de 1870 a 1871 y luego en el Ejército Francés en Argelia de 1871 a 1872. De regreso en Suecia, Rappe se convirtió en capitán en el Ejército Sueco en 1870 y en el Estado Mayor en 1873.
Fue ascendido a mayor en 1874 y a mayor del Estado Mayor en 1876 y sirvió como Jefe de Estado Mayor del 4.º Distrito Militar (Fjärde militärdistriktet) de 1878 a 1879. Rappe fue ascendido a teniente coronel en el Regimiento de Bohuslän (I 17) en 1879 y a coronel en el ejército en 1881. Fue nombrado comandante del Regimiento de Bohuslän en 1882 y Jefe en funciones del Estado Mayor el mismo año. En 1885, Rappe fue ascendido a mayor general y fue nombrado Jefe del Estado Mayor. Se desempeñó en ese cargo hasta 1892, cuando fue ascendido a teniente general y nombrado Ministro de Guerra y jefe del Ministerio de Defensa Nacional. En 1899 reanudó su función como Jefe del Estado Mayor y sirvió en ese cargo hasta 1905. Rappe fue ascendido a general en 1903.
Se le ha llamado el padre espiritual de la Fortaleza de Boden.

## Vida personal
Rappe se casó el 2 de mayo de 1875 con Anna Sandahl (1855–1946), hija del profesor Oskar Theodor Sandahl y de Jenny Magdalena Fredrika Huss. Fue padre de la cantante de ópera Signe Rappe-Welden (1879–1974), Axel Rappe (1884–1945), quien también se convirtió en oficial militar, y de cinco hijos más. Fue miembro de la organización masculina Sällskapet Idun. Rappe falleció en 1918 y fue enterrado en Norra begravningsplatsen en Estocolmo.

## Fechas de rango
Fechas de rango de Rappe:
- 13 de julio de 1859 – Underlöjtnant
- 8 de septiembre de 1863 – Teniente
- 29 de diciembre de 1870 – Capitán
- 4 de diciembre de 1874 – Mayor
- 18 de abril de 1879 – Teniente coronel y 1.º Mayor
- 6 de mayo de 1881 – Coronel
- 30 de diciembre de 1885 – Mayor general
- 2 de diciembre de 1892 – Teniente general
- 4 de diciembre de 1903 – General

## Premios y condecoraciones
- Caballero y Comendador de las Órdenes de Su Majestad el Rey[6]
- Comendador de 1.ª Clase de la Orden de San Olav[6]
- Gran Cruz de la Orden del Dannebrog[6]
- Gran Oficial de la Legión de Honor[6]
- Caballero de 1.ª Clase de la Orden de San Ana[6]

## Honores
- Miembro de la Real Academia Sueca de Ciencias de la Guerra (1873)[2]
- Miembro honorario de la Sociedad Real Sueca de Ciencias Navales (1890)[2]